# Vicki Michelle
Vicki Michelle (Chigwell, Essex, Engleska, Velika Britanija 14. prosinca 1950. - ), britanska glumica. 

## Životopis
Vicki je svoje prve glumačke korake napravila u Aida Foster školi, i ubrzo je osvojila razne uloge u filmovima, televiziji i na pozornicama, no njena definitivno najpopularnija uloga je ona Yvette u BBC-jevoj hit humorističnoj seriji "Allo, Allo". Vicki je interpretirala lik Yvette svih 9 godina koliko je serija trajala.
Vicki je u braku s producentom Grahamom Fowlerom, s kojim ima jedno dijete.

## Televizijske serije u kojima je nastupala:
- "Gayle's World" kao gošća (1997.)
- "'Allo 'Allo!" kao Yvette Carte-Blanche (1982. – 1992.)
- "Noel's House Party" kao Noelova susjeda (1991.)
- "Wogan" kao Yvette (1986.)
- "Are You Being Served?" kao C.B. (1983.)
- "The Professionals" kao Jo (1978. – 1983.)
- "Don't Rock the Boat" kao Janet (1982.)
- "Minder" kao Sarah Jane (1980.)
- "Come Back Mrs. Noah" kao sluškinja (1978.)
- "The Goodies" kao medicinska sestra (1977.)
- "Space:1999" kao Barbara (1976.)
- "The Two Ronnies" kao nepoznata uloga (1976.)
- "Whatever Happened to the Likely Lads?" kao Madelyn (1974.)
- "Softly Softly" kao Rae (1970. – 1973.)

## Filmovi u kojima je nastupala:
- "All in the Game" kao Emma (2006.)
- "Sweet William" kao nepoznata uloga (1980.)
- "The Greek Tycoon" kao Nicova djevojka (1978.)
- "Spectre" kao druga sluškinja (1977.)
- "The Sentinel" kao djevojka na TV (1977.)
- "The Likely Lads" kao Glenys (1976.)
- "Alfie Darling" kao Bird (1975.)
- "Virgin Watch" kao Betty (1972.)

## Vanjske poveznice
- Vicki Michelle u internetskoj bazi filmova IMDb-u (engl.)
- Službena stranica